# Asesinato de Luis Mountbatten
El asesinato de Luis Mountbatten, pariente de la Familia real británica, fue un atentado, perpetrado el 27 de agosto de 1979 por Thomas McMahon, un republicano irlandés y voluntario del Ejército Republicano Irlandés Provisional (IRA). El lugar de los hechos era la  península de Mullaghmore, lugar de veraneo de los integrantes del IRA y localización del Castillo de Classiebawn, propiedad de los Mountbatten.
Era habitual que Lord Mountbatten junto a sus nietos pasara sus vacaciones en aquel lugar, un apacible puerto de pescadores. Aprovechando esta instancia, el IRA comenzó a planificar un atentado contra un miembro de la corona británica. 
Para tal efecto, un miembro del IAa, McMahon obtuvo un dispositivo explosivo asociado a un control remoto. Por toda vigilancia y protección solo se colocaron dos policías que los vigilaban desde un lugar elevado en el bocapuerto.
Aprovechando la falta de vigilancia, McMahon colocó una bomba en la lancha arrendada por Mountbatten llamado Shadow 5 mientras estaba amarrado durante la noche en la península de Mullaghmore en el condado de Sligo, República de Irlanda. El dispositivo fue colocado en la sentina de la lancha.
Fue detonada a las 11:45 de la mañana por control remoto desde la orilla después de que Mountbatten, su familia y su tripulación subieran a bordo y navegaran mar adentro hacia unas nasas de langostas. La explosión destruyó totalmente la embarcación y los pasajeros fueron proyectados hacia el mar. Inmediatamente salieron botes de rescate hacia el lugar. 
Mountbatten fue encontrado sin vida y mutilado por pescadores que acudieron al lugar de la explosión. También murieron el joven nieto de Mountbatten, Nicholas Knatchbull, y Paul Maxwell, un muchacho de quince de Enniskillen que era el timonel de la lancha. Los otros cuatro a bordo: Patricia, la hija de Mountbatten; su esposo John Knatchbull; su hijo Timothy; y la madre octogenaria de John Knatchbull, Doreen, resultaron gravemente heridos. Doreen Knatchbull murió al día siguiente.
El asesinato tuvo lugar durante The Troubles, un conflicto entre republicanos y unionistas en Irlanda del Norte tras la Partición de Irlanda. El IRA se atribuyó la responsabilidad tres días después del atentado y describió el ataque como "un acto discriminatorio para llamar la atención del pueblo inglés sobre la continua ocupación de nuestro país".
Mountbatten era bisnieto de la reina Victoria, primo segundo y a la vez tío de la reina Isabel II y tío de su esposo, el príncipe Felipe, duque de Edimburgo.  Como Jefe del Estado Mayor de la Defensa, Mountbatten se desempeñó como jefe de las Fuerzas Armadas Británicas de 1959 a 1965, habiendo encabezado previamente la Marina Real como el Primer Lord del Mar.  El vicepresidente del Sinn Féin, Gerry Adams, dijo que Mountbatten era un objetivo militar en una situación de guerra.
Dos horas antes de la explosión, McMahon había sido arrestado por la Garda Síochána (policía irlandesa) bajo sospecha de conducir un vehículo robado.  En su ropa se encontró pintura del barco de Mountbatten y rastros de nitroglicerina, y el 23 de noviembre de 1979 fue declarado culpable de los asesinatos en la República de Irlanda. Su sentencia fue cadena perpetua.
El asesinato marcó una escalada del conflicto, con el IRA cometiendo su ataque más mortífero contra el ejército británico (la emboscada de Warrenpoint) el mismo día del asesinato. Thatcher cambió el enfoque de Gran Bretaña al tratar a los prisioneros del IRA como criminales en lugar de prisioneros de guerra y ella misma fue el objetivo de un intento de asesinato cinco años después. McMahon fue liberado en 1998 bajo los términos del Acuerdo de Viernes Santo, como parte del proceso de paz de Irlanda del Norte que puso fin a los disturbios.

## Reacciones
La noticia fue comunicada casi de inmediato a la familia real, el más afectado fue el príncipe de Gales, Carlos, quien era muy cercano a Lord Mountbatten.
El asesinato fue condenado por la primera ministra británica Margaret Thatcher y el taoiseach irlandés Jack Lynch. Muchas figuras internacionales ofrecieron sus condolencias a la familia real, incluido el presidente estadounidense Jimmy Carter y el Papa Juan Pablo II. En Birmania se anunciaron tres días de luto de estado, mientras que en la India, donde se desempeñó como último virrey y primer gobernador general, se observó una semana de luto. The Gazette of India publicó un obituario extraordinario, All India Radio transmitió un breve homenaje que incluía declaraciones de la ex primera ministra de India, Indira Gandhi, quien lo llamó "una personalidad extraordinaria, un león, un líder nato de hombres"; Tributo a Lord Mountbatten, se transmitió un especial de televisión en la cadena DD National, encabezado por el primer ministro Charan Singh; incluía a Indira Gandhi y otros líderes indios. Singh también firmó el libro de condolencias en la Alta Comisión Británica, en Nueva Delhi. Al brindar sus condolencias, el presidente de la India, Neelam Sanjiva Reddy, dijo en un mensaje a la reina Isabel II: "Lord Mountbatten siempre ocupará un lugar de honor en la India".

## Funeral
El 5 de septiembre de 1979 se realizó, bajo un fuerte dispositivo de seguridad, el funeral de Estado en la abadía de Westminster, al cual asistió la reina Isabel II, la Familia Real y otros miembros de Casas reales europeas. Miles de personas acudieron a la procesión del funeral, que se inició en Wellington Barracks, incluyendo a representantes de los tres Ejércitos y contingentes militares de Birmania, India, los Estados Unidos, Francia y Canadá. Su ataúd fue transportado en un armón de caballería y acompañado por 118 miembros de la Marina Real. El servicio funerario fue televisado y el príncipe de Gales hizo la lectura del salmo 107. En esa dirección el arzobispo de Canterbury, Donald Coggan, resaltó varios pasajes de su vida en la Marina Real. Después de la ceremonia pública, la cual él había planificado, fue sepultado en la Abadía de Romsey. Como parte de los arreglos de su funeral, su cuerpo fue embalsamado por Desmond Henley.